# روس‌تلکام

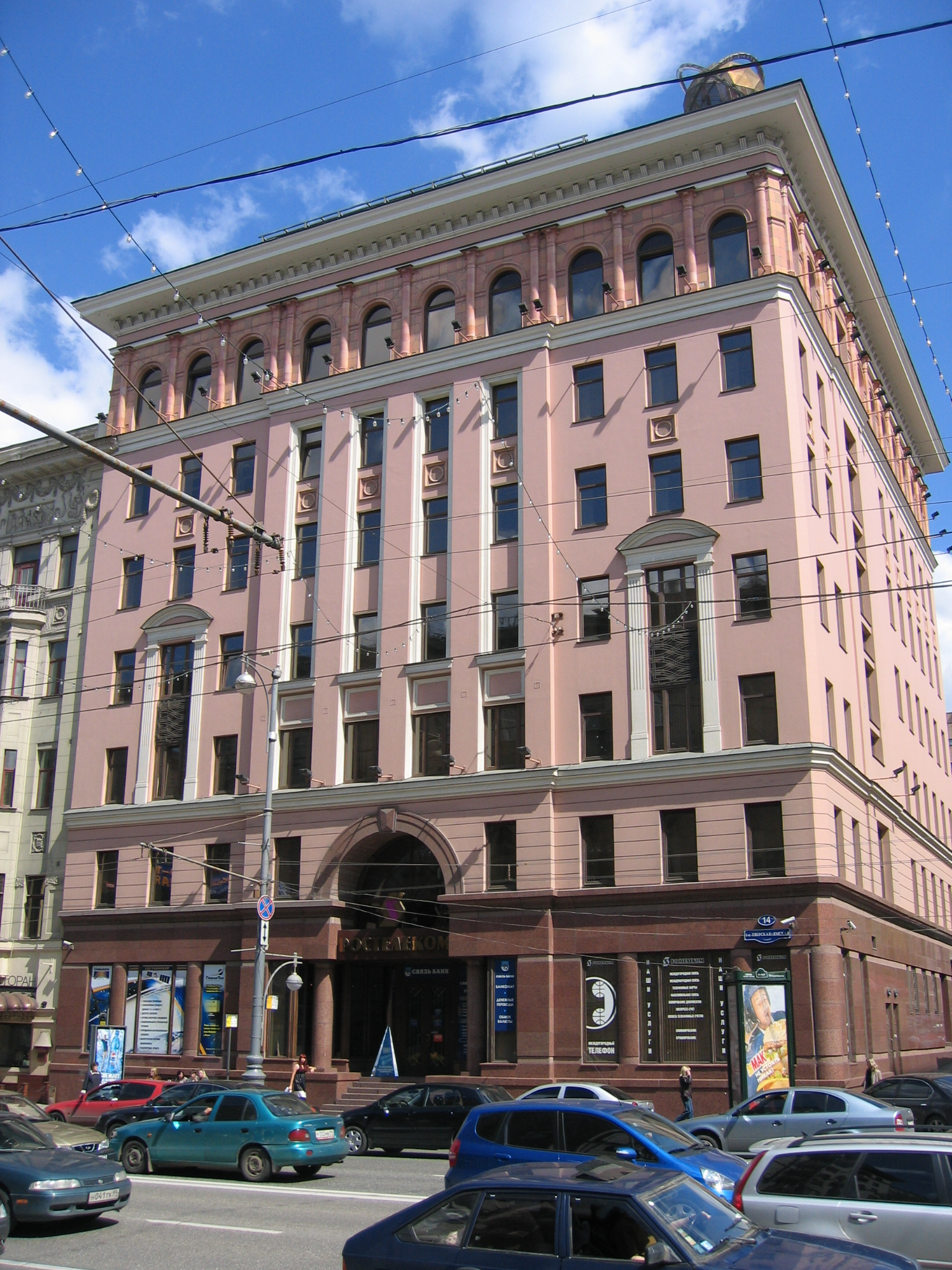
ساختمان مرکزی روس‌تلکام در مسکو

روس‌تلکام (به انگلیسی: Rostelecom) شرکت مخابرات روسی است، که بزرگترین شبکه خطوط تلفن ثابت (تقریباً ۵۰۰ هزار کیلومتر) را در روسیه دارا می‌باشد. این شرکت در زمینه ارائه خدمات تلفن ثابت، تلویزیون کابلی و خدمات اینترنتی به حدود ۳۵ میلیون خانوار در کشور روسیه فعالیت می‌نماید.
شرکت روس‌تلکام دارای مجوز ارائه طیف گسترده‌ای از خدمات مخابراتی (تلفن، داده‌ها، تلویزیون و خدمات ارزش افزوده) به مشترکین مسکونی، شرکت‌های بزرگ و دولتی و اپراتورهای مخابراتی در تمام مناطق روسیه می‌باشد. بخشی از سهام این شرکت در بازارهای بورس مسکو، بورس لندن و بورس فرانکفورت دادوستد می‌شود.